# Jost
Jost (en pastún: خوست‎, trans. Ḫost; habitualmente escrito con la transliteración en inglés Khost) es la ciudad capital de la provincia homónima, en el montañoso sureste de Afganistán. Se encuentra a unos 150 kilómetros al sur de Kabul, cerca de la frontera con Pakistán.
En 2006 su población era de 160 214 habitantes, mientras que toda la provincia de Jost tiene más de un millón de habitantes.
Durante la Guerra de Afganistán (1978-1992), la ciudad fue sitiada durante más de 11 años (Sitio de Jost, entre 1980 y 1991). Finalmente, los comunistas se rindieron. 
En 1999, el ejército estadounidense afirmó haber destruido con misiles un «campo de entrenamiento terrorista».
La pista de aterrizaje de Jost sirvió como base de helicópteros para las operaciones de los ejércitos soviéticos y estadounidenses.
El 27 de julio de 2002, el ejército estadounidense apresó en la aldea Aiub Jail (a unos 40 km de Jost) al ciudadano canadiense Omar Khadr (1986–), de 15 años de edad, acusándolo de haber matado a un soldado estadounidense durante un combate de cuatro horas. Lo mantienen en el campo de concentración de Guantánamo bajo condiciones ilegales de detención y tortura.
En mayo de 2007, fuerzas estadounidenses utilizaron la pista de aterrizaje de Jost durante la guerra de Estados Unidos contra Afganistán (que comenzó en octubre del 2001).